# Scaphyglottis brasiliensis
Scaphyglottis reflexa là một loài thực vật có hoa trong họ Lan. Loài này được (Schltr.) Dressler mô tả khoa học đầu tiên năm 2004.

## Hình ảnh

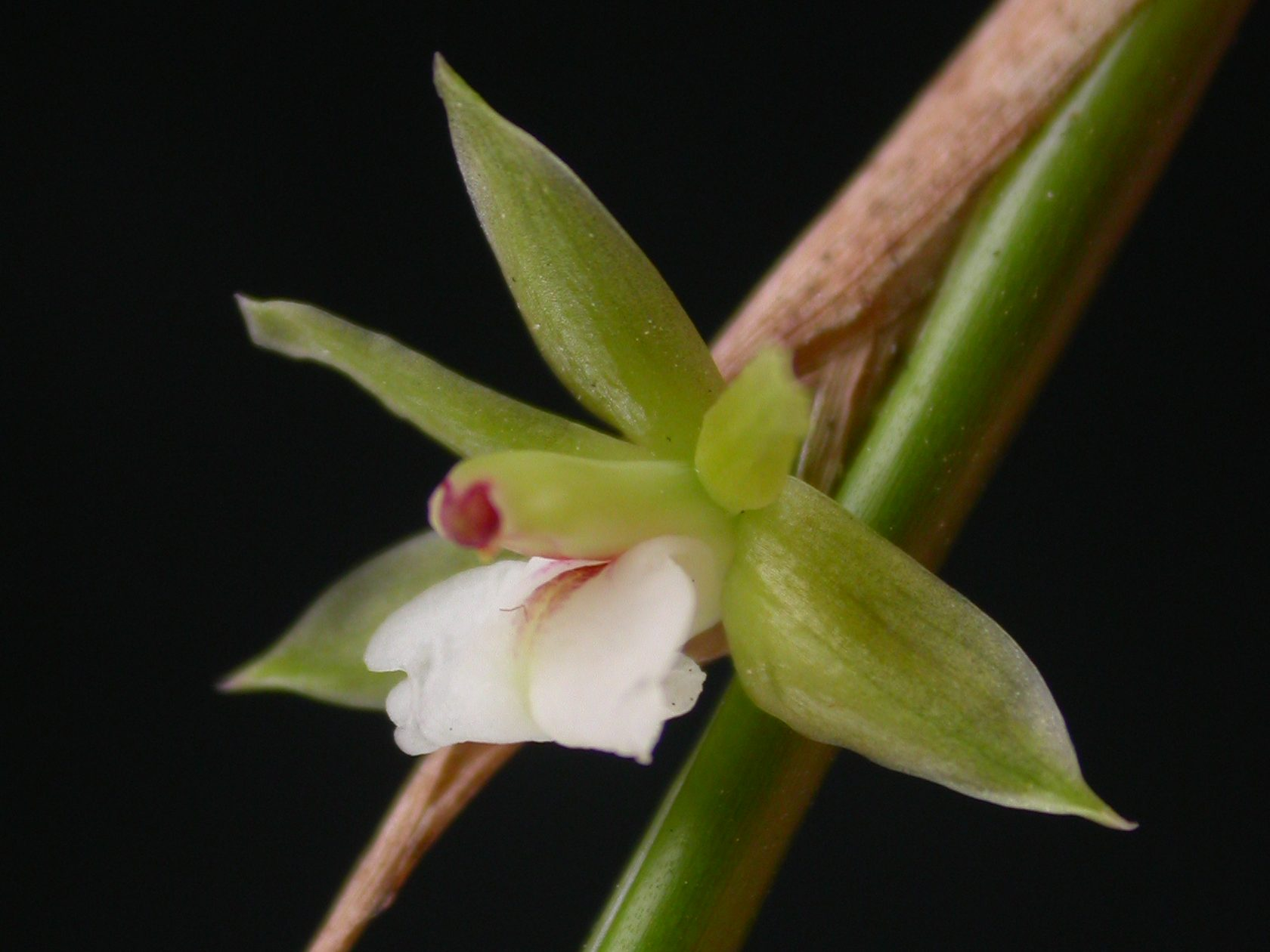
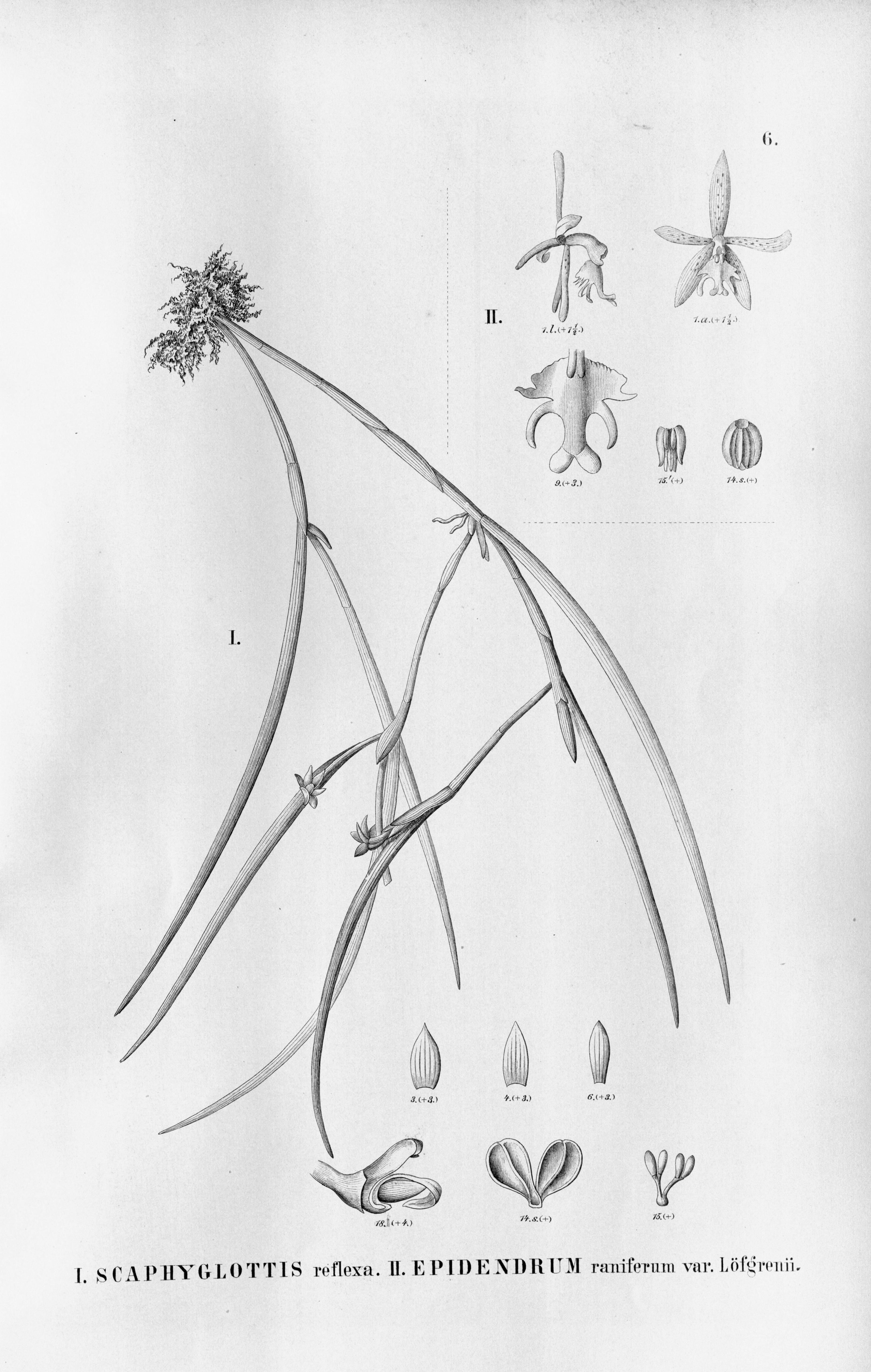